# Felipe Anderson
Felipe Anderson Pereira Gomes (* 15. dubna 1993 Brasília), známý jako Felipe Anderson, je brazilský profesionální fotbalista, který hraje na pozici křídelníka za italský klub Serie A SS Lazio a za brazilský národní tým.

## Klubová kariéra

### Raná kariéra
Felipe Anderson začal svou kariéru v Associação 14 Companhia de Polícia Militar Independente (CPMIND), v jeho rodném městě Santa Maria, Distrito Federal, ve věku 6 let. V roce 2006 přestoupil do Federal FC a později do Sport Clube Recreativo Gaminha FC. Po několika působivých vystoupeních v klubu byl přesunut do Parané, aby hrál za Astral EC a dokončil sezonu. V roce 2007 odešel do mládežnického klubu na Coritibě a v létě 2007 byl přemístěn do Santosu . 

### Santos
Po odehrání několika sezon v mládežnických celcích Santosu, byl v říjnu 2010 povýšen do seniorského týmu  a v červenci 2013 podepsal profesionální smlouvu. Za Santos debutoval 6. října 2010, přičemž nastoupil v 90. minutě – Santos porazil Fluminense 3:0. 
První gól jeho fotbalové kariéry vstřelil 11. února 2011, když v polovině zápasu vystřídal Keirrisona proti Noroeste.  Dne 7. září 2011 vstřelil svůj první ligový gól proti Avaí.  V listopadu podepsal novou smlouvu se Santosem, která měla trvat do roku 2016. 
V jeho příští sezóně, měl více šancí v prvním týmu podél Neymara, kvůli zranění Gansa a špatné formě Elana (oba hráči opustili Santos uprostřed sezóny). Dne 9. února 2012 vstřelil svůj první gól sezóny proti Botafogo-SP . 
Dne 31. ledna 2013 selhal dohodnutý přestup do italského klubu Lazio za 7,5 milionu EUR, a to z důvodu pozdního příchodu mezinárodního faxu nezbytného pro uzavření obchodu z Brazílie. 

### Lazio

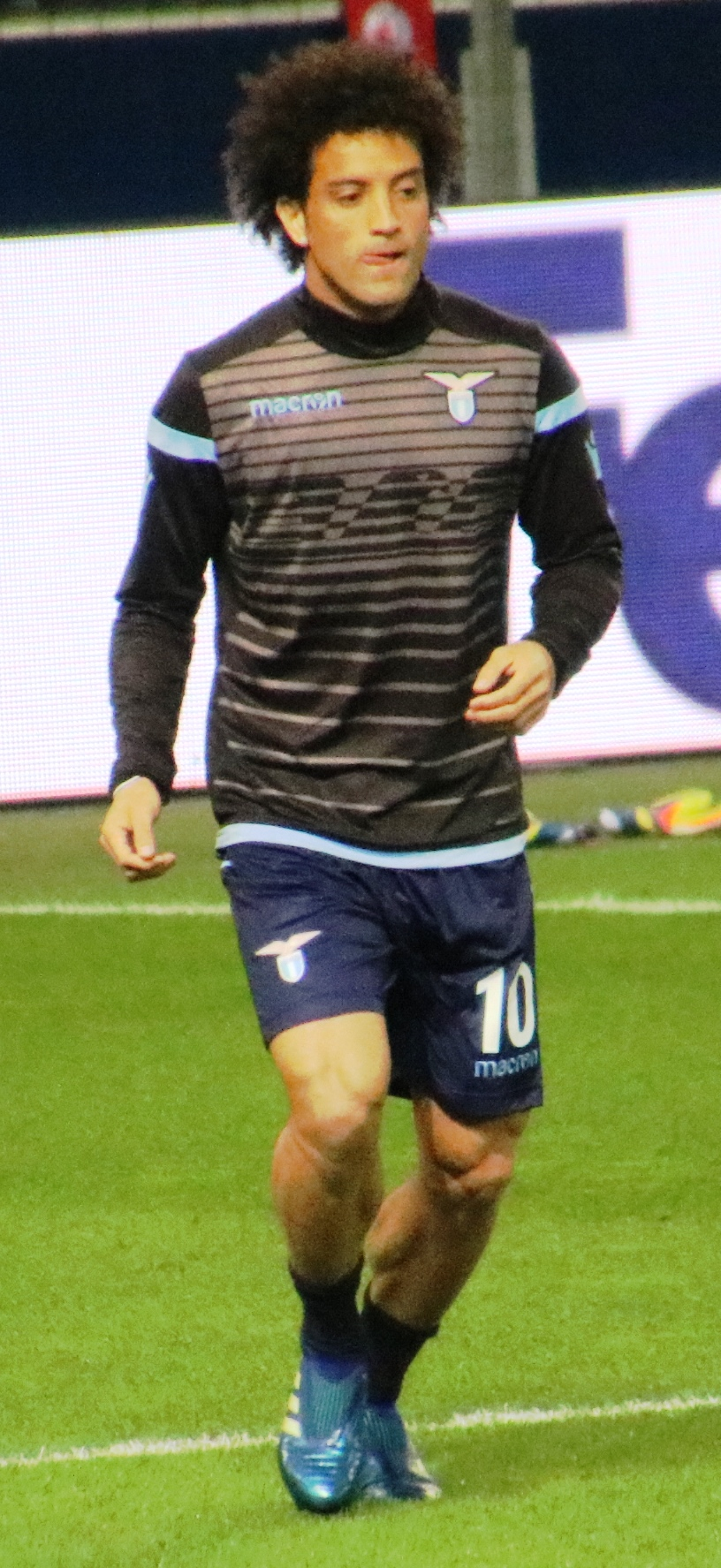
Felipe Anderson hrající za Lazio v roce 2018

Dne 25. června 2013 se Lazio dohodlo se Santosem na poplatku ve výši 7,8 milionu EUR  a Felipe Anderson podepsal pětiletou smlouvu v hodnotě 800 000 EUR ročně. Santos obdržel 50% částky a zbytek třetinový vlastník Santosu Doyen Sports .  Sportovní ředitel Lazia Igli Tare kritizoval Doyen Sports za zdržování a protahování přestupu: „Zůstane to v historii zapsáno jako nejvíce paradoxní a šokující jednání, jakého jsem kdy byl součástí,“ řekl Tare. "Tito majitelé neustále měnili názor. Když už bylo všechno domluvené, počkají dvě hodiny a začnou od nuly.“ 

#### Sezóna 2014/2015
Ve své druhé sezóně v klubu dosáhl Felipe Anderson devíti asistencí.  Mimo jiné se jednalo o zápas, kdy Lazio porazilo Varese 3–0 ve čtvrtém kole Coppa Italia,  a asistenci v semifinále turnaje Napoli.  V březnu 2015 podepsal Felipe Anderson prodloužení smlouvy v Laziu, čímž obnovil svou smlouvu do června 2020  Dne 20. května 2015 hrál celých 120 minut finále Coppa Italia, kde Lazio prohrálo s Juventusem 1–2. 

#### Sezóna 2015/2016
V červenci bylo oznámeno, že Felipe Anderson již nebude nosit dres s číslem 7, ale bude nosit číslo 10.  Dne 8. srpna se Felipe Anderson objevil v porážce 2–0 prosti Juventusu v Supercoppa Italiana v roce 2015 .  Dne 23. září 2015 vstřelil svůj první gól sezóny ve vítězství 2:0 proti Janovu.  Poté, co 22. října 2015 vstřelil druhý gól ve výhře 3–1 proti Rosenborgu (Evropská liga UEFA),  skóroval dvakrát proti Turínu o tři dny později.  V únoru 2016 Lazio veřejně popřelo zvěsti, že Manchester United souhlasil s přestupem.  Felipe Anderson dokončil sezónu s devíti brankami ve všech soutěžích, tedy jako druhý nejlepší střelec týmu.

#### Sezóna 2016/2017
Poté, co byl předmětem údajného zájmu Chelsea,  Felipe Anderson zůstal u Lazia. Dne 26. října 2016 vstřelil svůj první gól sezóny, když Lazio vyhrálo 4:1 proti Cagliari .  Dne 7. května 2017 skóroval ve výhře 7:3 proti Sampdorii .  Na konci sezóny si Lazio zajistilo kvalifikaci pro Evropskou ligu a Felipe Anderson ve všech soutěžích nastřílel celkem pět gólů.

#### Sezóna 2017/2018
Během sezóny 2017/2018 jeho forma trpěla četnými neúspěchy. Zejména zranění kolene ho udržovalo mimo hru v období srpen až prosinec 2017 – v této sezoně si připsal pouhých 9 startů v serii A.   Dne 20. května 2018 Felipe Anderson skóroval ve své závěrečné hře v Laziu proti Interu Milánem. 

### West Ham United

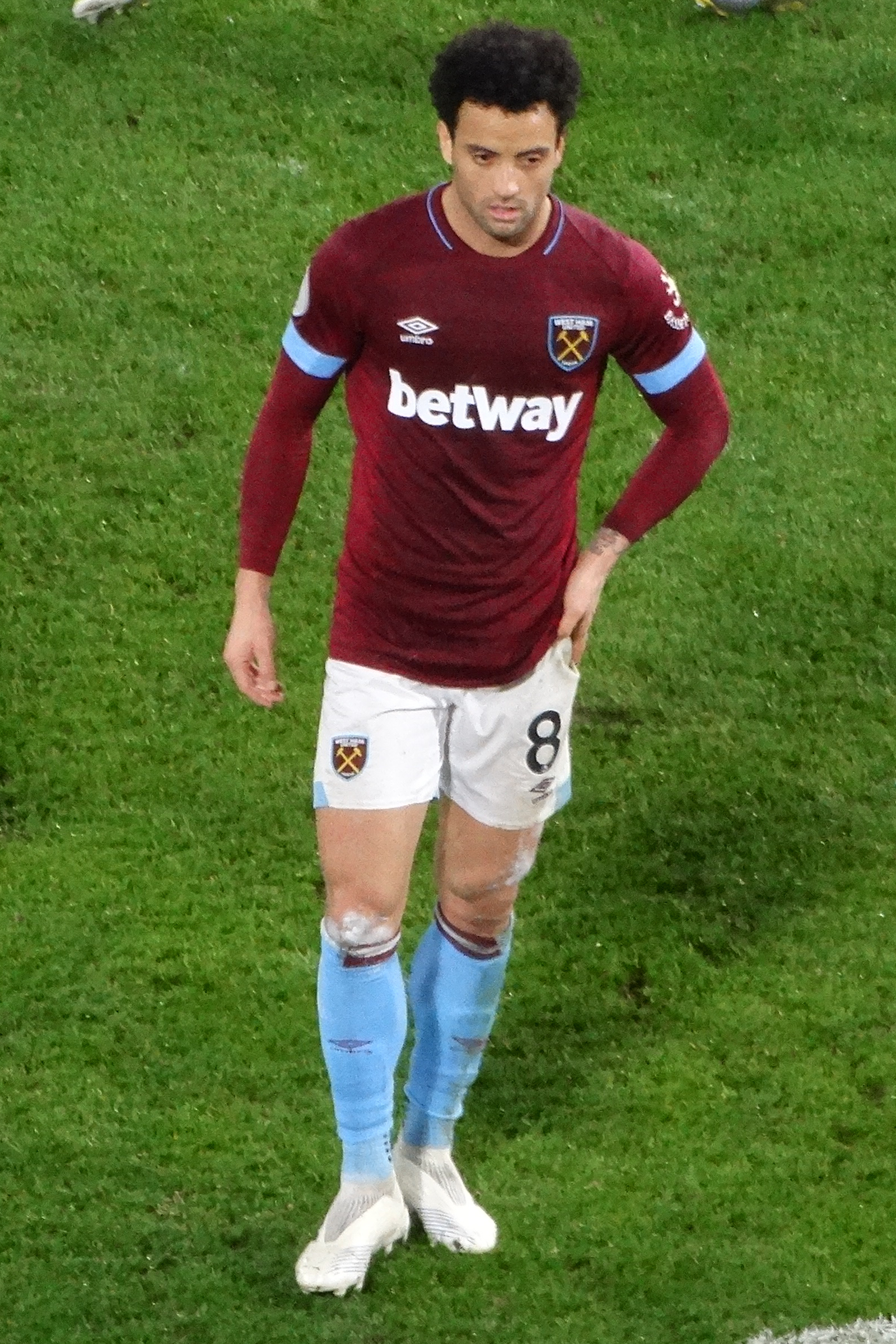
Felipe Anderson v dresu West Hamu v roce 2019

Dne 15. července 2018 podepsal Felipe Anderson smlouvu v hodnotě 36,000,000 GBP s klubem West Ham United. Poplatek převyšoval předchozí rekord uhrazený klubem, který činil 22,000,000 GBP a týkal se podpisu smlouvy s hráčem Issa Diop dříve ve stejném přestupovém okně.  Felipe Anderson se poprvé představil za West Ham v přátelském utkání vítězstvím proti Aston Villa dne 25. července 2018.  První celé utkání odehrál 12. srpna 2018 v porážce 4:0 s Liverpoolem .  Dne 29. září 2018 Felipe Anderson skóroval svůj první gól v Premier League v domácím vítězství 3:1 proti Manchesteru United .  Anderson vstřelil devět ligových gólů v první sezóně anglického fotbalu, čímž pomohl klubu dosáhnout 10. místa v Premier League. 

## Reprezentační kariéra
Felipe Anderson byl jedním ze sedmi náhradních hráčů jmenovaných trenérem Dungou pro brazilský tým na Copa América v roce 2015 v Chile.  Dne 7. června téhož roku debutoval v přátelském zápase proti Mexiku a odehrál posledních sedm minut namísto Freda . 
V červnu 2016 byl Felipe Anderson zařazen do Brazilské fotbalové reprezentace pro Letní olympijské hry 2016.  Dne 20. srpna se objevil ve finále turnaje proti Německu na stadionu Maracanã v Riu; Brazílie vyhrála zápas 5:4 na penalty a získala první olympijskou zlatou medaili. Anderson byl povolán k reprezentaci v únoru 2019, poprvé od roku 2015, na dva přátelské zápasy. 

## Osobní život
Felipe Anderson je nejmladší z pěti dětí v chudé rodině.